# Politikåret 2017

## Händelser
- 20 januari – Donald Trump, 70, tillträder ämbetet som USA:s 45:e president.

## Avlidna
- 7 januari – Mário Soares, 92, portugisisk politiker.[1]
- 9 januari – Ulf Dinkelspiel, 77, svensk finansman, politiker och diplomat.[2]
- 10 januari – Roman Herzog, 82, tysk politiker.[3]
- 16 juni – Helmut Kohl, 87, tysk politiker.
- 12 augusti – Nils G. Åsling, 89, svensk centerpartistisk politiker, industriminister 1976–1978 och 1979–1982.[4]
- 5 september – Bo Södersten, 86, svensk nationalekonom och politiker.[5]
- 11 november – Ian Wachtmeister, 84, svensk greve, företagsledare, politiker och författare, partiledare för Ny demokrati 1991–1994.[6]
- 3 december – Carl Axel Petri, 88, svensk opolitiskt statsråd, energiminister 1979–1981 och justitieminister 1981–1982.[7]

### Fotnoter
1. ↑  ”Portuguese ex-president Mario Soares dies aged 92”. Arkiverad från originalet den 8 januari 2017. https://web.archive.org/web/20170108002645/https://au.news.yahoo.com/world/a/33741098/portuguese-ex-president-mario-soares-dies-aged-92/. Läst 7 januari 2017.
2. ↑  Marianne Björklund (9 januari 2017). ”Ulf Dinkelspiel har avlidit”. http://www.dn.se/ekonomi/ulf-dinkelspiel-har-avlidit/. Läst 9 januari 2017.
3. ↑  Dagens Nyheter: Tyske expresidenten Roman Herzog är död
4. ↑  Förre ministern Nils G Åsling är död, Sveriges Radio 12 augusti 2017
5. ↑  Bo Södersten har gått bort, Svenska Dagbladet 10 september 2017
6. ↑  https://www.aftonbladet.se/nyheter/a/4nPya/ian-wachtmeister-ar-dod
7. ↑  Dödsannons i Svenska Dagbladet 7 december 2017 sid.35